# Pokret sandinističke obnove
Pokret sandinističke obnove (španjolski Movimiento Renovador Sandinista, skraćeno MRS) je nikaragvanska politička stranka koju su osnovali disidenti iz Sandinističkog fronta nacionalnog oslobođenja. Stranka je osnovana 18. svibnja 1995. na stotu obljetnicu rođenadana Augusta Césara Sandina. Sandinovo naslijeđe svojatala je Sandinistička fronta nacionalnog oslobođenja (FSLN), koja je zbacila Somozinu diktaturu 1979., a MRS je uzeo Sandinov šešir kao simbol na stranačkoj zastavi. Sjedište stranke je u Managui. Politički je pozicionirana kao lijevi centar. Ideološki zastupa socijaldemokraciju, sandinizam i ljevičarski nacionalizam.
Jedan od čelnih ljudi MRS-a je Sergio Ramírez, nikaragvanski dopredsjednik od 1985. do 1990. pod sandinističkom vladom. Ramírez se natjecao kao MRS-ov predsjednički kandidat na izborima 1996. godine. MRS je dobio samo 1,33% glasova i 1 zastupničko mjesto od 91 mjesta u nikaragvanskom parlamentu. Ostali čelnici stranke bili su sandinisti Herty Lewites i Dora María Téllez.
Lipnja 2008. stranka je isključena s izbora, zajedno s Konzervativnom strankom, ali još sudjeluje u koalicijama s drugim strankama.

## Vanjske poveznice
- Službene stranice